# Metulella
Metulella is een geslacht van weekdieren uit de klasse van de Gastropoda (slakken).

## Soort
- Metulella columbellata (Dall, 1889)